# Aulus Licini Nerva (pretor)
Aulus Licini Nerva (llatí: Aulus Licinius Nerva) va ser un magistrat romà del segle ii aC. Era probablement fill del tribú de la plebs del mateix nom, Aulus Licini Nerva. Formava part de la gens Licínia.
Va ser pretor l'any 143 aC i el 142 aC va governar Macedònia. El seu qüestor Luci Tremel·li Escrofa va derrotar el pseudofilip, que pretenia ser fill de Perseu de Macedònia, però sota les ordes de Nerva. Licini Nerva va ser saludat pels seus setze mil soldats com imperator, títol que posteriorment va tenir connotacions diferents.